# Terroryzm

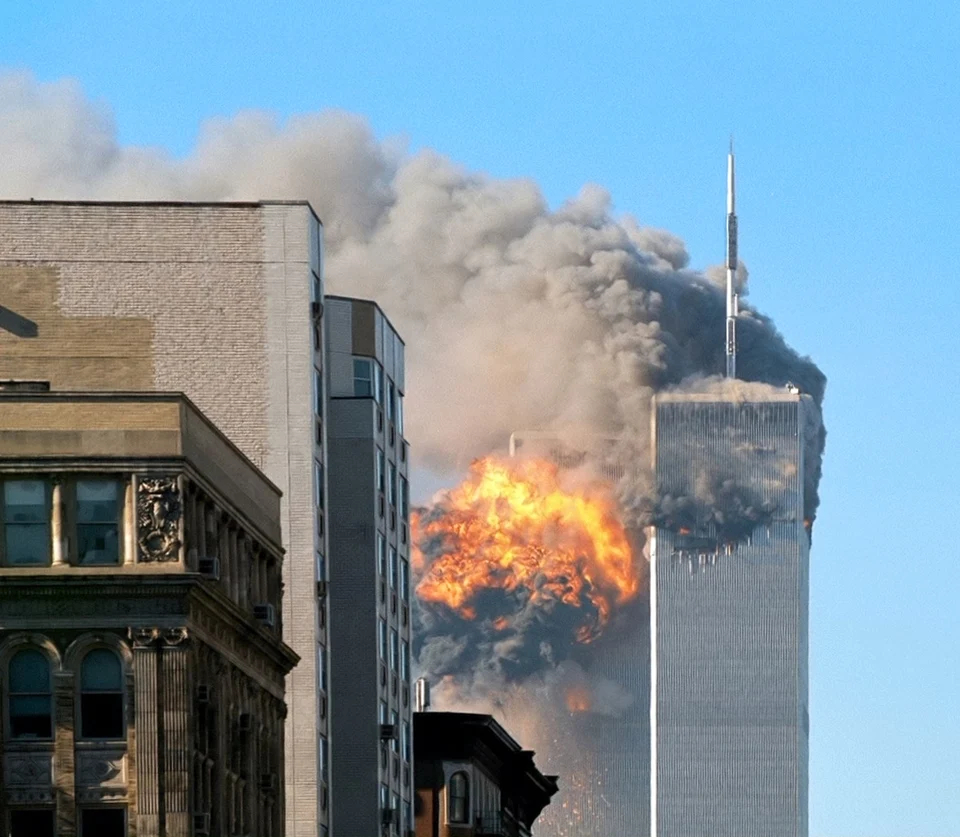
Samolot pasażerski United Airlines 175 uderza w południową wieżę World Trade Center podczas zamachów terrorystycznych z 11 września 2001 roku

Terroryzm (z gr. τρέω, treo, „drżenie, obawa” oraz łac. terror, -oris „strach, trwoga, przerażenie”) – ogół agresywnych działań przestępczych nastawionych na rozgłos i wytworzenie lęku, mających na celu wymuszenie na władzy lub społeczeństwie określonych ustępstw lub świadczeń.

## Charakterystyka
Terroryzm polega na użyciu siły lub przemocy fizycznej przeciwko osobom lub własności z pogwałceniem prawa, mając na celu zastraszenie i wymuszenie na danej grupie ludności lub państwie ustępstw w drodze do realizacji określonych celów. Działania terrorystyczne mogą dotyczyć całej populacji, jednak najczęściej są one uderzeniem w jej niewielką część, aby pozostałych obywateli zmusić do odpowiednich zachowań. Terroryzm skutkuje zwiększaniem podziałów i zaognianiem konfliktów między grupami co prowadzi do pogarszania nastrojów w społeczeństwie i wzrostu poparcia liderów politycznych chcących go zwalczać. Wraz z tym, zwiększeniu ulega motywacja radykalistów, napędzana wrogością do danego społeczeństwa.
Działania terrorystyczne mogą być podejmowane zarówno przez pojedyncze osoby jak i zorganizowane grupy. Są różnie umotywowane (najczęściej ideologicznie), mają charakter planowy i zorganizowany, a realizowane są z całą bezwzględnością często naruszając dobra osób postronnych. Terroryzm nie przebiera w środkach, wykorzystując do osiągnięcia celu wszelkie dostępne metody (np. nacisk psychiczny, przemoc fizyczną, używanie broni i ładunków wybuchowych).

## Etymologia
Termin „terroryzm” wywodzi się od greckiego τρέω/treo – „drżeć, bać się”; „stchórzyć, uciec” oraz łacińskiego terror, -oris – „strach, trwoga, przerażenie”, lub „straszne słowo, straszna wieść” i pochodnego czasownika łacińskiego terreo – „wywoływać przerażenie, straszyć”. Na tej podstawie można bardzo ogólnie zdefiniować terroryzm jako sianie strachu i grozy poprzez terror. Bardziej szczegółowo terroryzm niepaństwowy można zdefiniować roboczo jako bezprawne, celowe użycie siły bądź przemocy wobec osób lub mienia, w celu zastraszenia lub wywarcia wpływu na rząd, organizacje międzynarodowe oraz ludność cywilną. Istotą terroryzmu jest to, że przedmiotem działania terrorystycznego są osoby, które nie mają bezpośredniego wpływu na realizację celów jakie chcą osiągnąć organizacje terrorystyczne. Zatem działania terrorystyczne muszą się charakteryzować znacznym efektem psychologicznym i potencjalnie dużym efektem społecznym i medialnym, aby mogły być skuteczne.
Spośród polskich politologów Bartosz Bolechów definiował terroryzm następująco: „Terroryzm jest formą przemocy politycznej, polegającej na stosowaniu morderstw lub zniszczenia (albo zagrożeniem stosowania takich środków) w celu wywołania szoku i ekstremalnego zastraszenia jednostek, grup, społeczeństw lub rządów, czego efektem mają być wymuszenia pożądanych ustępstw politycznych, sprowokowanie nieprzemyślanych działań i/lub zademonstrowanie/nagłośnienie politycznych przekonań”. W dalszej części incydentem/zamachem terrorystycznym autor nazywa: „akt przemocy lub wiarygodnego zagrożenia jej użycia (oparty na typowych metodach terrorystycznych), przeprowadzony z pogwałceniem prawa, którego głównym celem jest zastraszenie rządu, społeczeństwa lub jakiejkolwiek jego części, co ma umożliwić realizację założonych celów politycznych”. Inny badacz, Adam Krawczyk podał nieco odmienną definicję. Za zjawisko terroryzmu przyjął „proces oddziaływania ideologii (światopoglądu) poprzez akty przemocy (lub groźbę ich użycia) zastosowane pośrednio lub bezpośrednio na rozmaite struktury decyzyjne, w celu poddania ich określonemu zachowaniu. Zjawisko to występuje często wraz z innymi czynnikami mającymi na niego bezpośredni lub pośredni wpływ”.

## Rodzaje
Znawcy przedmiotu dzielą terroryzm ze względu na jego motywację (polityczny, kryminalny) oraz ze względu na modus operandi (indywidualny i zbiorowy).
Większość z powszechnie znanych organizacji zajmujących się terroryzmem, uprawiała i uprawia terroryzm polityczny. Ma on na celu zmianę ekipy rządzącej, zmianę systemu politycznego, wymuszenie wprowadzenia pewnych rozwiązań prawnych, bądź oderwanie części terytorium od danego państwa i założenie nowego państwa lub przyłączenie go do już istniejącego. Z tego względu wyróżniamy terroryzm lewicowy, prawicowy, narodowowyzwoleńczy, religijny i terroryzm ruchów społecznych.

### Terroryzm lewicowy
Osobny artykuł: Terroryzm skrajnie lewicowy
Terroryzm lewicowy i skrajnie lewicowy był obecny w Europie już w XIX wieku kiedy anarchiści dokonywali zamachów na przedstawicieli państw i na monarchów lub prezydentów. Po II wojnie światowej, szczególnie w latach 80., działały zorganizowane organizacje terrorystyczne o charakterze skrajnie lewicowym, które dokonywały zamachów na poszczególne osobistości z elit państwowych lub dokonywały ich uprowadzeń. Działały one w krajach takich jak Francja, Włochy czy Niemcy. W tym okresie prezentowały one poglądy anarchistyczne, zbliżone do komunizmu i jego maoistycznej wersji. Współcześnie terroryzm lewicowy lub skrajnie lewicowy według wielu badań zanika i staje się coraz mniejszym zagrożeniem, ustępując terroryzmowi prawicowemu i islamskiemu. Terroryzm lewicowy jest dzisiaj kojarzony z radykalnymi akcjami pojedynczych jednostek zrzeszonych w kolektywach, których działania często mają charakter chuligański i manifestują się w postaci burd ulicznych. Pojedyncze zamachy lewicowe zdarzają się w dzisiejszych czasach bardzo sporadycznie.
Terroryzm lewicowy reprezentowały w latach 80. takie organizacje jak włoskie Brigate Rosse i niemiecka Rote Armee Fraktion; współcześnie najaktywniejsi są anarchiści-insurekcjoniści (np. greckie Konspiracyjne Komórki Ognia), ponadto dzisiaj terroryzm lewicowy lub skrajnie lewicowy bywa utożsamiany ze skrajnymi odłamami antify. Lewicowe grupy terrorystyczne rzadko dokonywały zamachów przeciwko ludzkości w sposób bardziej masowy (tutaj przede wszystkim wyróżniała się działalność lewicowej narodowowyzwoleńczej organizacji ETA), ale przede wszystkim stosowały metody zamachów na pojedyncze osoby (gł. polityków, prawników, reprezentujących instytucje, partie lub idee, które uznawali za winne niesprawiedliwości) – taką taktykę stosowały między innymi Czerwone Brygady i Frakcja Czerwonej Armii. Najsłynniejszymi pojedynczymi terrorystami lewicowymi niezrzeszonymi w żadnych organizacjach byli między innymi Ted Kaczynski znany jako Unabomber (chociaż sam odcinał się od idei lewicowo-anarchistycznych), a także Lee Harvey Oswald – zabójca prezydenta Johna Kennedy’ego.

### Terroryzm prawicowy
Osobny artykuł: Terroryzm skrajnie prawicowy
Terroryzm prawicowy i skrajnie prawicowy wzmocnił się po II wojnie światowej na zachodzie Europy i w Stanach Zjednoczonych. Terroryści prawicowi i grupy terrorystyczne o takiej właśnie ideologii zazwyczaj kierowały się motywami nienawiści do osób o poglądach lewicowych i wobec różnych mniejszości. W latach 70. i 80. na zachodzie Europy powstało wiele organizacji neonazistowskich i neofaszystowskich jak Zbrojne Komórki Rewolucyjne czy Combat 18, które dokonywały zamachów zarówno na swoich lewicowych oponentów, jak i na niewinnych ludzi, chcąc szokować swoimi działaniami. Terroryści prawicowi przeprowadzili m.in. zamach na dworzec w Bolonii we Włoszech czy zamach na Oktoberfest w Monachium w Niemczech. Czasami ich działalność (zwłaszcza na początku w jeszcze wcześniejszych latach) opierała się na antylewicowej działalności mającej na celu zahamowanie skutków rewolucji obyczajowej i protestom młodzieży na uniwersytetach i szkołach wyższych. Dzisiaj, od czasów zamachu na Oklahoma City z 19 kwietnia 1995 roku, kiedy dwóch prawicowych terrorystów zdetonowało bombę ANFO pod budynkiem federalnym w USA zabijając 168 osób i raniąc kilkaset, terroryzm prawicowy przybiera formę terroryzmu samotnych wilków i szaleńców (dzisiaj często wykorzystujących także kulturę internetu i memy internetowe w swoich przekazach, patrz: alt-right, incele) dokonujących zamachów na ludzi w miejscach publicznych z użyciem broni i materiałów wybuchowych. Według wielu badań terroryzm prawicowy jest dzisiaj największym zagrożeniem dla Zachodu, wyprzedzając terroryzm islamski i lewicowy. Terrorystami prawicowymi i skrajnie prawicowymi byli między innymi Anders Breivik, Brenton Tarrant Patrick Crusius, Robert Bowers czy Tobias Rathjen.
Przykładami terroryzmu prawicowego są zamachy „samotnych wilków” Timothy’ego McVeigha, Davida Copelanda i Andersa Breivika; natomiast zorganizowany charakter miała działalność Combat 18.
Liczne są narodowo-separatystyczne organizacje terrorystyczne – zaliczyć tu można czeczeńskich bojowników Republiki Iczkerii, baskijską ETA, Tamilskie Tygrysy, Partię Pracujących Kurdystanu. Terroryzm Irlandzkiej Armii Republikańskiej i Armii Wyzwolenia Kosowa miał natomiast charakter narodowo-irredentystyczny.

### Terroryzm religijny

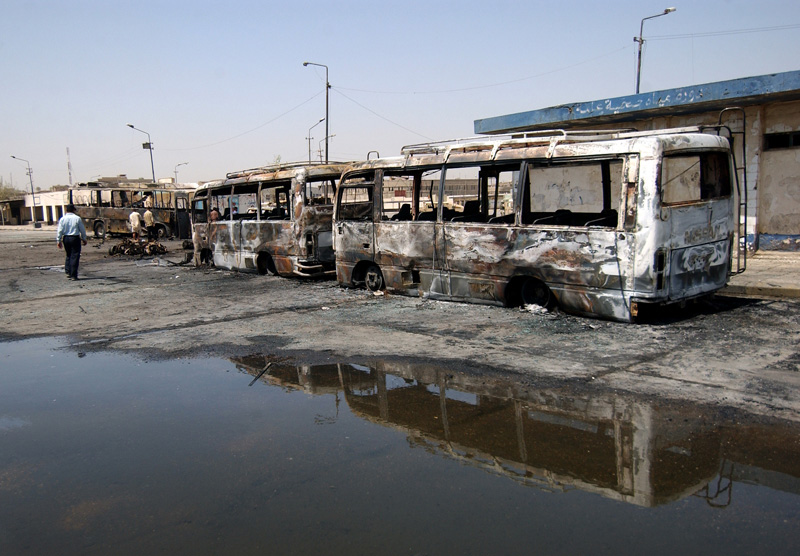
Autobusy zniszczone przez samochody pułapki w Iraku, 17 sierpnia 2005 roku

Osobne artykuły: Terroryzm islamski, Terroryzm chrześcijański
W ostatnich latach na czoło wysunął się terroryzm religijny, przede wszystkim islamski (Al-Ka’ida, Hezbollah, Hamas, Dżihad Islamski), ale też żydowski (Kach), chrześcijański (Army of God w USA) i hinduistyczny (Narodowe Stowarzyszenie Ochotników) (zob. terroryzm religijny).
Terroryści islamscy są dzisiaj jednym z największych niebezpieczeństw jeśli chodzi o terroryzm, obok radykalnej prawicy. Islamiści przeprowadzili najkrwawszy zamach terrorystyczny w historii – zamachy z 11 września 2001 roku. Są też odpowiedzialni za serię innych krwawych zamachów na Zachodzie jak zamachy w Madrycie czy zamachy w Londynie. W ostatnich latach organizacje terrorystyczne jak Państwo Islamskie zaczęły werbować młodych muzułmanów mieszkających w krajach zachodnich, mających problemy życiowe, przez internet lub inne środki masowego przekazu gdzie rozpowszechniały swoją propagandę – skończyło się to wieloma atakami zarówno samotnych wilków (zamach w Nicei), jak i zorganizowanych grup (zamachy w Paryżu z 2015 roku) nasłanych na te kraje przez ISIS. Ponadto regularnie islamiści dokonują zamachów w krajach Bliskiego Wschodu i biedniejszych rejonach Afryki i Azji Południowej.
Terroryści chrześcijańscy z kolei ukierunkowują swój terroryzm na polityków lewicowych, ośrodki aborcyjne i planowania rodziny, a także salony masażu erotycznego lub lokale z usługami mogącymi podchodzić pod seksualne – ich ideologia zazwyczaj sprowadza się do atakowania wszystkiego co nie jest zgodne z wartościami chrześcijańskimi. Przykładem ataku terrorysty chrześcijańskiego był głośny w USA przypadek z 2008 roku kiedy mężczyzna zastrzelił w kościele w Knoxville dwóch ludzi z organizacji lewicowo-liberalnej, którzy przyszli na nabożeństwo, i ranił 8 innych.

### Terroryzm nowych ruchów społecznych, ataki samotnych wilków, szaleńców, i inne
Osobny artykuł: Terroryzm samotnych wilków
Coraz większe znaczenie ma terroryzm nowych ruchów społecznych, zwłaszcza ekologicznego (Earth Liberation Front) i praw zwierząt (Animal Liberation Front) – choć sami działacze tych ruchów odrzucają zarzut terroryzmu zawężając go do bezpośrednich ataków przeciw ludziom.
Coraz większym niebezpieczeństwem są ataki samotnych wilków niekierujących się żadną z ideologii głównego nurtu, lecz w imię swoich własnych idei, które w wielu przypadkach, mimo politycznego charakteru, odbiegają od idei dominujących w większości sporów politycznych, a więc lewicowości i prawicowości. Wiele z tych osób jest chorych psychicznie i de facto nie działa w sposób charakterystyczny dla terrorystów, gdyż nie organizują się oni w grupy i nie mają kontaktów z organizacjami terrorystycznymi, lecz działają samotnie planując ataki samemu, toteż najczęściej określa się ich jako masowych morderców po prostu. Osoby takie były jednak odpowiedzialne za kilka największych zamachów o podłożu terrorystycznym w historii państw zachodnich, na przykład zamachy w Norwegii, masakrę w Virginia Tech czy masakrę w El Paso. Nierzadko tacy zamachowcy inspirują dziesiątki następnych naśladowców, którzy przyjmują ideę poprzedniego szaleńca-zamachowca i często dopuszczają się podobnych czynów. Najniebezpieczniejszymi z takich społeczności są m.in. tak zwani naśladowcy Columbine, a także zwolennicy alt-rightu, akceleracjonizmu czy incele.
Grupy uprawiające terroryzm polityczny bardzo często zajmują się również terroryzmem kryminalnym, dochodami z którego finansują działalność polityczną. Niektóre z tych grup przechodzą coraz wyraźniej od terroryzmu politycznego ku kryminalnemu, ewoluując w zwykłą zorganizowaną grupę przestępczą. Cechą charakterystyczną terroryzmu kryminalnego jest natomiast fakt, iż terrorysta działa z pobudek materialnych, a nie ideowych. Do podstawowego zestawu tego typu działań należą porwania dla okupu, niszczenie mienia, sabotaż oraz szantaż.
W zakresie modus operandi można wyróżnić dwa modele struktury organizacyjnej: scentralizowana organizacja typu militarnego (IRA, Czerwone Brygady, Tamilskie Tygrysy) lub opór niekierowany: zdecentralizowana sieć autonomicznych komórek.
Podział na terroryzm indywidualny i zbiorowy służy określeniu, czy przedmiotem ataku terrorystycznego staje się konkretna osoba, czy też przypadkowa zbiorowość. W wypadku zabójstwa konkretnego polityka czy porwania biznesmena mówimy o terroryzmie indywidualnym, którego ofiara jest ściśle określona. Jednak większość ataków terrorystycznych motywowanych politycznie jest przejawem terroryzmu zbiorowego, którego ofiarami padają przypadkowe osoby. Rzut oka na historię terroryzmu pozwala zauważyć, iż coraz więcej aktów terroru to przykłady terroryzmu zbiorowego. Przyczyna tkwi zapewne zarówno w rozwoju techniki (jeden zamachowiec może obecnie zabić wiele osób), jak i w tym, że w coraz większej liczbie krajów system rządów opiera się na demokracji przedstawicielskiej, co oznacza, iż zabicie nawet kilku funkcjonariuszy państwowych nie powoduje większych perturbacji w funkcjonowaniu całego aparatu władzy.
O ile dla niektórych ugrupowań (np. talibowie) zamachy terrorystyczne pełnią tylko funkcję uboczną, pomocniczą w stosunku do działań typu partyzanckiego, to dla innych (IRA, RAF) stanowiły podstawową metodę działalności.
Specyficzną formą terroryzmu jest terroryzm państwowy polegający na pozaprawnych działaniach (np. zabójstwa bez sądu, zob. selektywna eliminacja) dokonywanych skrycie zarówno na terenie własnego kraju (szwadron śmierci), jak i poza jego granicami.
Ze względu na państwo, z którego przeprowadzane są ataki, terroryzm dzieli się na wewnętrzny i międzynarodowy. Terroryzm wewnętrzny obejmuje ataki na obywateli lub własność tego samego kraju. Terroryzm międzynarodowy to ataki z jednego kraju na obywateli lub własność innego.

## Historia
Akty terroru indywidualnego (skrytobójstwa) były używane od początków historii ludzkości. O stosowaniu terroryzmu można mówić np. w przypadku antycznej Grecji, gdzie zabójstwo tyrana uważano za usprawiedliwione. Seneka wprost stwierdził, iż dla bogów nie ma milszej ofiary, niż krew tyrana. Przykładem skrytobójstwa było zabicie Juliusza Cezara przez spiskowców 15 marca 44 r. p.n.e. W Izraelu w I w. n.e. skrytobójstwem posługiwały się antyrzymskie stronnictwa zelotów i sykariuszy. W okresie od XI do XIII wieku na Bliskim Wschodzie systematycznie stosowali terror asasyni (hasziszijun) – izmaelicka sekta specjalizująca się w skrytobójczych zamachach. W średniowieczu teorię uzasadniającą zabójstwo tyrana stworzył Jan z Salisbury a rozwinęli ją w XVI w. monarchomachowie.
Pojęcie „terroru” pojawiło się podczas rewolucji francuskiej – tak nazywano okres rządów Komitetu Bezpieczeństwa Publicznego a zasiadających w komitecie jakobinów zwano „terrorystami”. Słowo to oznaczało wówczas formę rządów polegającą na praktyce stosowania krwawych represji. Później stworzono pojęcie „terroru indywidualnego”, którym nazwano ataki opozycjonistów skierowane przeciwko przedstawicielom aparatu państwowego i klasy panującej.
W XIX wieku terroryzm indywidualny stosowały głównie ugrupowania niepodległościowe we Włoszech (karbonariusze) i Irlandii (fenianie), a także w czasie powstania styczniowego w Polsce (sztyletnicy). Pod koniec tego stulecia nasilił się terroryzm lewicowy stosowany przez narodników w Rosji (m.in. zamachy na cara Aleksandra II, który ostatecznie zginął w zamachu od bomby rzuconej przez Ignacego Hryniewieckiego w 1881 roku) i anarchistów (np. 1901 roku Leon Czołgosz zastrzelił prezydenta USA McKinleya). Na ziemiach polskich działalność terrorystyczną prowadziła Organizacja Bojowa Polskiej Partii Socjalistycznej. Istniały też prawicowe organizacje terrorystyczne jak Ku Klux Klan. Zamach na życie następcy tronu Austro-Węgier arcyksięcia Franciszka Ferdynanda dokonany przez serbską organizację narodowowyzwoleńczą Czarna Ręka stał się bezpośrednim powodem wybuchu I wojny światowej.
W okresie dwudziestolecia międzywojennego do najbardziej aktywnych organizacji terrorystycznych należały m.in.: anarchistyczna „Los Solidarios” w Hiszpanii, komunistyczna „Crvena Pravda” w Jugosławii oraz nacjonalistyczne „Consul” w Niemczech, Żelazna Gwardia w Rumunii, Organizacja Ukraińskich Nacjonalistów w Polsce, Wewnętrzna Macedońska Organizacja Rewolucyjna w Bułgarii i Irlandzka Armia Republikańska. Na wielką skalę rozwinęła się też praktyka ulicznego terroru bojówkarskiego, stosowanego przez masowe organizacje paramilitarne takie jak nazistowskie Sturmabteilungen czy komunistyczny Roter Frontkämpferbund. W Brytyjskim Mandacie Palestyny w oparciu o metody terrorystyczne w latach 1931–1948 działała Irgun, w latach 1940–1948 Lechi.
Po II wojnie światowej wciąż istniało zjawisko terroryzmu prawicowego (OAS w latach 60. we Francji, Ordine Nuovo w latach 70. we Włoszech). Lata 70. i 80. to rozwój skrajnie lewicowych organizacji w Europie Zachodniej (RAF w Niemczech Zachodnich, Czerwone Brygady we Włoszech, Akcja Bezpośrednia we Francji). Intensyfikacji uległa działalność terrorystyczna organizacji narodowowyzwoleńczych m.in. w Kraju Basków (Baskonia i Wolność) i Irlandii Północnej (Irlandzka Armia Republikańska). Na czoło wysunął się terroryzm palestyński reprezentowany przez takie organizacje jak Fatah czy Ludowy Front Wyzwolenia Palestyny. Dnia 5 września 1972 roku podczas Igrzysk Olimpijskich w Monachium komando Palestyńczyków z organizacji „Czarny Wrzesień”, uprowadziła sportowców ekipy Izraela. Podczas nieudolnej próby odbicia, zakładnicy zginęli. W tym okresie pojawiło się też zjawisko sponsorowania terroryzmu przez niektóre państwa, jako swego rodzaju ersatz (zastępnik) wojny.
W latach 80. wraz z zabójstwem prezydenta Egiptu A. Sadata (październik 1981 roku) pojawił się nowy rodzaj terroryzmu – terroryzm fundamentalistyczny, przede wszystkim islamski. W latach 90. terroryzm islamski największe nasilenie przybrał w Algierii (Islamska Armia Ocalenia), Egipcie (Grupa Islamska), Libanie (Hezbollah) i Palestynie (Hamas). Najsłynniejszą organizacją islamskich terrorystów stała się międzynarodowa siatka nazywana Al Kaidą, która 11 września 2001 roku dokonała największego w dziejach ataku terrorystycznego – zamachu na World Trade Center i Pentagon. Jednym z tragicznych w skutkach ataków był atak terrorystyczny w Biesłanie, w Północnej Osetii, 1 września 2004 roku, który został przeprowadzony przez komando czeczeńskich terrorystów.

## Zwalczanie
Walkę z terroryzmem można podzielić na kilka rodzajów.
Pierwszy to bezpośrednia walka z terrorystami oraz organizacjami terrorystycznymi, zarówno w drodze działań ochronnych (wzmacnianie ochrony fizycznej i technicznej zagrożonych obiektów – np. budynków rządowych, lotnisk, jak również osób), jak również ofensywnych – operacji policji lub sił militarnych wymierzonych w terrorystów, mających doprowadzić do aresztowania osób podejrzewanych o tego rodzaju przestępstwa, rozbicia ich struktur, udaremnienia zamachów terrorystycznych (np. odbicia zakładników). Są to działania bardzo szerokie i zróżnicowane, angażujące siły policyjne, wojskowe, służby specjalne, ratownicze i inne struktury państwowe.
Drugim jest likwidowanie przyczyn terroryzmu. Problemem jest trudność w określeniu przyczyn występowania zjawiska, gdyż ich wyjaśnienie zależy w dużej mierze od poglądów osób je tłumaczących – zwłaszcza że nie zawsze są to obiektywnie istniejące czynniki (niedemokratyczny system polityczny, kryzys gospodarczy, agresja zewnętrzna). Nierzadko są to po prostu radykalne przekonania samych terrorystów, wyznawane przez nich teorie spiskowe, a w niektórych przypadkach – zaburzenia psychiczne. Niektóre przyczyny terroryzmu nie są usuwalne z przyczyn obiektywnych – np. porwania samolotów ustałyby gdyby zrezygnowano z transportu lotniczego – co jednak jest niewykonalne.
Dlatego trzecim rodzajem walki z terroryzmem jest ograniczanie zdolności terrorystów do działania – między innymi poprzez ograniczanie możliwości ich finansowania, zaopatrywania w broń i materiały wybuchowe, propagandy i rekrutacji nowych członków. Z uwagi na względnie niewielkie zapotrzebowanie terrorystów na zasoby – w porównaniu np. z regularną armią – ten sposób także nie zawsze jest skuteczny.
Czwartym sposobem jest oddziaływanie na intencje terrorystów – tak aby nie podejmowali oni ataków, mimo że są w stanie ich dokonać. Może się to odbywać poprzez ustępstwa (co może jednak zostać uznane za oznakę słabości i zachęcić ich do dalszych działań) albo zdecydowaną politykę antyterrorystyczną (co jednak może wywołać większą determinację terrorystów i sprzeciw opinii publicznej). Dlatego też nie istnieje jedno ogólnie uznane za skuteczne rozwiązanie problemu terroryzmu, a każdy przypadek musi być traktowany indywidualnie.

### Kompetencje Biura ds. zwalczania terroryzmu przy Organizacji Narodów Zjednoczonych
Biuro ds. zwalczania terroryzmu powstało dzięki połączeniu funkcji Grupy Zadaniowej ds. Zwalczania Terroryzmu (The Counter-Terrorism Implementation Task Force – CTITF) oraz Centrum ONZ do walki z terroryzmem (The United Nations Counter-Terrorism Centre – UNCCT)
Biuro ds. Zwalczania Terroryzmu posiada pięć głównych kompetencji:
1. prowadzenie przez oddelegowanych pracowników prac dotyczących walki z terroryzmem, które zostały powierzone sekretarzowi generalnemu ONZ w ramach mandatu nadanego przez Organizację Narodów Zjednoczonych;
2. wzmocnienie koordynacji i spójności działań 43 podmiotów należących do Globalnego Porozumienia w sprawie Koordynacji Zwalczania Terroryzmu (The Global Counter-Terrorism Coordination Compact), aby zapewnić zrównoważoną realizację czterech filarów Globalnej Strategii Zwalczania Terroryzmu ONZ
3. zwiększenie wsparcia ONZ dla państw członkowskich w celu intensyfikacji ich metod walki z terroryzmem;
4. promowanie działań antyterrorystycznych wraz z mobilizacją zasobów w tej dziedzinie;
5. wyznaczenie priorytetów w walce z terroryzmem w całym systemie ONZ oraz zwalczanie ekstremizmu terrorystycznego[84].

## Prawo polskie a terroryzm
W polskim systemie prawnym problematyka terroryzmu została podjęta stosunkowo późno, bowiem dopiero w 2002 r., kiedy to nowelizacją ustawy o przeciwdziałaniu wprowadzaniu do obrotu finansowego wartości majątkowych pochodzących z nielegalnych lub nieujawnionych źródeł (Dz.U z 2002 r. nr 180, poz. 1500), wprowadzono pierwszą quasi-definicję „terroryzmu” do polskiego systemu prawnego, uznając za „akt terrorystyczny” przestępstwa przeciwko pokojowi, ludzkości oraz przestępstwa wojenne, przestępstwa przeciwko bezpieczeństwu powszechnemu oraz przestępstwa określone w art. 134 i 136 kodeksu karnego.
W prawie karnym materialnym zmiany w tym zakresie zostały wprowadzone przez ustawodawcę dopiero od 1 maja 2004 r., kiedy to kodeks karny został uzupełniony o definicję przestępstwa o charakterze terrorystycznym, rozumianego jako czyn zabroniony zagrożony karą pozbawienia wolności, której górna granica wynosi co najmniej 5 lat, popełniony w celu: 1) poważnego zastraszenia wielu osób, 2) zmuszenia organu władzy publicznej Rzeczypospolitej Polskiej lub innego państwa albo organu organizacji międzynarodowej do podjęcia lub zaniechania określonych czynności, 3) wywołania poważnych zakłóceń w ustroju lub gospodarce Rzeczypospolitej Polskiej, innego państwa lub organizacji międzynarodowej – a także groźba popełnienia takiego czynu. Jak wskazuje się w doktrynie prawniczej, chodzi tu o następujące przestępstwa: art. 118 (Eksterminacja), art. 118a (Zamach przeciwko ludności), art.119 (Przemoc i groźba bezprawna), art. 120 (Środki masowej zagłady), art. 127 i 128 (Zamach stanu), art. 134 (Zamach na życie Prezydenta), art. 140 (Zamach terrorystyczny), art. 148 (Zabójstwo), art. 163 (Spowodowanie niebezpiecznych zdarzeń), art. 164 (Bezpośrednie niebezpieczeństwo), art. 165 (Inne niebezpieczeństwa), art. 165a (Sfinansowanie przestępstwa o charakterze terrorystycznym), art. 166 (Piractwo), art. 167 (Niebezpieczne urządzenia lub substancje), art. 170 (Rozbójnictwo morskie), art. 173 (Katastrofa), art. 174 (Niebezpieczeństwo katastrofy), art. 252 (Wzięcie zakładnika), art. 255a (Rozpowszechnianie treści mogących ułatwić popełnienie przestępstwa), art. 258 § 2 i § 4 (Zorganizowana grupa i związek przestępczy), Art. 259a (Przekroczenie granicy RP w celu popełnienia przestępstwa o charakterze terrorystycznym).
Wprowadzenie wskazanej problematyk zwalczania terroryzmu do krajowego prawodawstwa nie było wynikiem wewnętrznych analiz i postulatów legislacyjnych, lecz bezpośrednim następstwem konieczności dostosowania polskiego systemu prawa do wymogów wynikających z członkostwa w Organizacji Narodów Zjednoczonych oraz trwającego procesu integracji z Unią Europejską.
Problematyka zagrożeń terrorystycznych podejmowana jest przez ustawodawcę również w regulacjach dotyczących stanów nadzwyczajnych oraz w ustawodawstwie ustrojowym organów ochrony prawnej, w szczególności w ustawie z dnia 6 kwietnia 1990 r. o Policji, ustawie z dnia 12 października 1990 r. o Straży Granicznej, ustawie z dnia 24 maja 2002 r. o Agencji Bezpieczeństwa Wewnętrznego oraz Agencji Wywiadu.
Kompleksowe podstawy prawne przeciwdziałania i zwalczania terroryzmu w Polsce określone zostały jednak dopiero w 2016 r. na mocy ustawy o działaniach antyterrorystycznych (Dz.U. z 2025 r. poz. 194). Ustawa ta została konstrukcyjnie podzielona na siedem rozdziałów, przy czym fundament zawartych w niej rozwiązań został oparty na wyodrębnionych czterech fazach podejmowania czynności antyterrorystycznych. Składają się na nie: 1) działania zapobiegające zdarzeniom o charakterze terrorystycznym – powierzone Szefowi ABW; 2) przygotowanie do przejmowania kontroli nad zdarzeniami o charakterze terrorystycznym w drodze zaplanowanych przedsięwzięć; 3) reagowanie w przypadku wystąpienia takich zdarzeń; 4) odtwarzanie zasobów przeznaczonych do reagowania na te zdarzenia – powierzone ministrowi właściwemu do spraw wewnętrznych.